# 류혜영

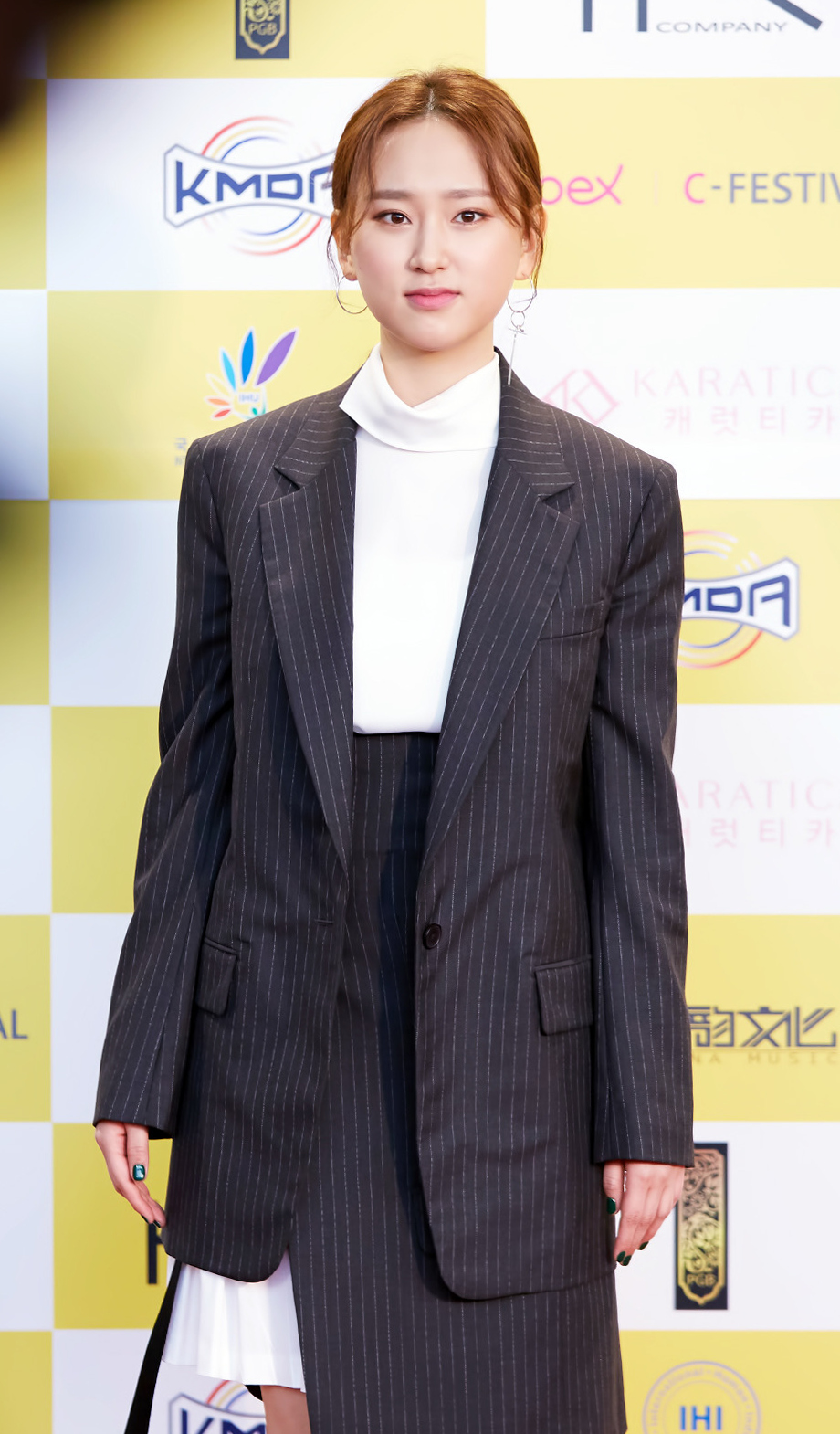
춘시영화제 류혜영

류혜영(1991년 3월 28일 ~ )은 대한민국의 배우이다.

## 학력
- 선덕중학교 (졸업)
- 계원예술고등학교 연극영화과 (졸업)
- 건국대학교 영화학과 (졸업)[1]

## 연기 활동

### 드라마
| 연도 | 방송사     | 제목               | 역할           | 비고     |
| ---- | ---------- | ------------------ | -------------- | -------- |
| 2014 | MBC        | 《원녀일기》       | 복순           | 단막극   |
| 2015 | KBS2       | 《스파이》         | 노은아         | 16부작   |
| 2015 | tvN        | 《하트 투 하트》   | 이은호, 이진호 | 16부작   |
| 2015 | tvN        | 《응답하라 1988》  | 성보라         | 20부작   |
| 2016 | tvN        | 《응답하라 1988》  | 성보라         | 20부작   |
| 2018 | OLIVE      | 《은주의 방》      | 심은주         | 12부작   |
| 2021 | JTBC       | 《로스쿨》         | 강솔 A / 강단  | 16부작   |
| 2023 | 더한섬닷컴 | 《어른애들》       | 백한아         | 웹드라마 |
| 2024 | Disney+    | 《강남 비-사이드》 | 서지수         | 8부작    |
| 2025 | tvN        | 《서초동》         | 배문정         | 12부작   |
| 2025 | JTBC       | 《착한 사나이》    | 박석희         | 14부작   |

### 영화
- 2007년 《여고생이다》
- 2009년 《곰이 나에게》 ... 혜영 역
- 2010년 《사랑은 100℃》 ... 여고생 역
- 2011년 《애정만세 中 '미성년'》 ... 민정 역
- 2011년 《너와 나의 거리 1m》
- 2011년 《하트바이브레이터》
- 2012년 《헤드폰》 ... 연진 역
- 2012년 《숲》 ... 에스더 역
- 2012년 《졸업여행》 ... 유나 역
- 2013년 《잉투기》 ... 영자 역
- 2013년 《무서운 이야기 2 - '탈출'》 ... 탄미 친구1 역
- 2013년 《시나리오 가이드》 ... 여고생 역
- 2013년 《그림자 소녀》 ... 선영 역
- 2013년 《사이비》 ... 영선친구 2 & 노래방도우미 2 역
- 2013년 《만신》 ... 박씨 처제 역
- 2013년 《마침내 날이 샌다》
- 2014년 《서울연애》 ... 지혜 역
- 2014년 《슬로우비디오》 ... 이십초 역
- 2014년 《나의 독재자》 ... 손여정 역
- 2014년 《은밀한 첫경험》 ... 순영 역
- 2015년 《그놈이다》 ... 은지 역
- 2016년 《해어화》 ... 김옥향 역
- 2017년 《특별시민》 ... 임민선 역

### 연극
- 2010년 《닥터 이라부》 ... 마유미 역

## 기타 활동

### 예능
- 2011년 SBS 《일요일이 좋다 - 영웅호걸》 - 스마트폰 영화제 시사회 中 인터뷰
- 2022년 tvN 《출장 십오야 - 스타쉽: 가을 야유회》 -고정출연
- 2024년 tvN 《텐트 밖은 유럽 남프랑스편》 -고정출연

### 광고
| 연도      | 기업명          | 제품명                 | 종류       | 공동 출연      |
| --------- | --------------- | ---------------------- | ---------- | -------------- |
| 2015~2016 | (주)화승        | 케이스위스 (지면 화보) | 스포츠웨어 | 박보검, 고경표 |
| 2016      | 유니레버 코리아 | 도브                   | 샴푸       |                |
| 2016      | 엠케이트렌드    | 버커루                 | 의류       | 성훈           |

## 수상 및 후보
| 연도 | 시상식                           | 부문                   | 작품          | 결과 | 출처                            |
| ---- | -------------------------------- | ---------------------- | ------------- | ---- | ------------------------------- |
| 2012 | 제6회 상록수다문화국제단편영화제 | 여자연기상             | 졸업여행      | 수상 |                                 |
| 2014 | 제9회 맥스무비 최고의 영화상     | 최고의 여자신인배우상  | 잉투기        | 후보 | 보관됨 2016-03-04 - 웨이백 머신 |
| 2014 | 제23회 부일영화상                | 신인여자연기상         | 잉투기        | 후보 |                                 |
| 2014 | 제35회 청룡영화상                | 신인여우상             | 나의 독재자   | 후보 |                                 |
| 2014 | 제15회 부산영화평론가협회상      | 신인여우상             | 잉투기        | 수상 |                                 |
| 2015 | 제10회 맥스무비 최고의 영화상    | 최고의 여자신인배우상  | 나의 독재자   | 후보 | 보관됨 2016-03-04 - 웨이백 머신 |
| 2016 | InStyle 스타 아이콘              | 차세대 여자 배우 부문  |               | 수상 |                                 |
| 2016 | 제10회 케이블TV 방송대상         | 라이징 스타상          | 응답하라 1988 | 수상 |                                 |
| 2016 | 제21회 춘사영화상                | 특별인기상             |               | 수상 |                                 |
| 2016 | 제52회 백상예술대상              | TV부문 여자 신인연기상 | 응답하라 1988 | 후보 |                                 |